# Boncana Maïga
Boncana Issa Maïga est un musicien malien, originaire de Gao,.

## Parcours
Ses débuts en musique se font avec le Négro-Band vers les années soixante, un orchestre avec lequel il fera le tour du Mali.
Il part à Cuba en 1963 après avoir obtenu une bourse ; il s'y perfectionne notamment dans la maîtrise de la flûte et du saxophone. En 1968, il fonde un autre groupe : Les Merveilles du Mali.
Après un bref retour au Mali en 1972, Boncana Maiga décide de s'exiler en Côte d'Ivoire : « Je suis parti du Mali par la fenêtre et la Côte d’Ivoire m’a ouvert grandes ses portes ». C'est à Abidjan qu'il fait une grande partie de sa carrière. Il est successivement professeur de musique à l’Institut National des Arts, directeur adjoint du Conservatoire de Côte d’Ivoire. Il forme et dirige pendant 14 ans l'orchestre de la Radio Télévision Ivoirienne (RTI),. Il se consacre aux arrangements pour d'autres artistes, comme Alpha Blondy ou Abdoulaye Diabaté.
En 1988, il écrit la musique originale du film Bal Poussière, réalisé par Henri Duparc, pour qui il avait composé la musique du téléfilm Aya en 1986.
En 1992, il fonde le groupe Africando avec l'Ivoirien Ibrahim Sylla, un orchestre qui intègre toutes les sonorités africaines.
En 2001, il se retrouve seul à présenter l'émission Stars Parade, d'abord diffusée sur CFI TV puis sur TV5 Monde. Stars Parade célèbre son 1000e numéro le 16 décembre 2018 avec de nombreux invités, y compris BJ Sam du Nigeria. Artiste musicien à la carrière internationale qui est venu sous les projecteurs  après avoir composé "Mon Amour" la bande sonore du film hollywoodien "Heart of fatness" du réalisateur Lloyd Kaufman.
De retour au Mali à partir de 2005, Boncana Maiga a ouvert Maestro-Sound Mali, une maison de production audiovisuelle et discographique.
En 2006, il signe la musique de Moolaadé, du réalisateur Ousmane Sembène.
À partir de 2009, il co-anime avec la journaliste Aïssata Cissé l'émission Tounkagouna, destinée à découvrir de nouveaux talents musicaux.

## Récompenses
En 1997, Boncana Maiga reçoit un Kora Award comme arrangeur.

## Sources et références
1. 1 2 3 4  « Boncana MAÏGA », sur africultures.com, 22 mars 2009 (consulté le 8 février 2013).
2. ↑  Interview sur http://www.africahit.com
3. 1 2  « Boncana Maïga MAESTRO au cœur de la musique africaine et de la formation des artistes depuis 40 ans. », sur malijet.com, 8 mars 2009 (consulté le 8 février 2013).
4. 1 2 3  Hawa Semega, « Boncana Maiga : Le Maestro de la musique Africaine », sur journaldumali.com, 10 octobre 2009 (consulté le 8 février 2013).
5. 1 2  (en)« Boncana Maïga Biography », ARTISTdirect (consulté le 8 février 2013).
6. ↑  après le départ des deux autres fondateurs, Annie Million et Ass Diop
7. ↑  « Bénin : la légende malienne Boncana Maiga célébrée à Cotonou », sur chic-infos.com, 21 mai 2023 (consulté le 20 mai 2023)
8. ↑  « Malijet 2e saison de l'émission Tounkagouna : Ce dimanche sur les antennes de l'ORTM Bamako Mali », sur malijet.com (consulté le 16 mai 2020).